# Hamza Zeddam
Hamza Zeddam (Constantine, 8 april 1984) is een Algerijns voetballer die bij voorkeur als verdediger speelt. Hij verruilde in juli 2013 MC Alger voor RC Arbaâ, op dat moment actief in de Algerian Championnat National.